# Mount Ropar
Mount Allsup ist ein 2580 m hoher Berg im äußersten Westen der antarktischen Ross Dependency. Er ragt am Ostende der Canopy-Kliffs in der Queen Elizabeth Range des Transantarktischen Gebirges auf.
Das Advisory Committee on Antarctic Names benannte ihn 1966 nach dem US-amerikanischen Meteorologen Nicholas J. Ropar Jr. (1927–2001), der 1958 auf der Antarktisstation Little America V tätig war.